# Muzeul zemstvei
Muzeul zemstvei, inclus în Registrul monumentelor de arhitectură sub denumirea „Clădirea fostului orfelinat, mai târziu cârmuirea zemstvei Guberniale a Basarabiei”, este o clădire istorică amplasată în Chișinău, pe strada Alexei Șciusev 103. Reprezintă un monument de arhitectură și istorie de însemnătate națională, introdus în Registrul monumentelor de istorie și cultură a municipiului Chișinău la inițiativa Academiei de Științe.

## Istoric
| Imagine indisponibilă |  | Imagine indisponibilă |
| Imagini de epocă      |  |                       |

Ansamblul de clădiri a fost construit pe la mijlocul secolului al XIX-lea. În 1842, Duma urbană a indicat un lot de pământ de 1908 stânjeni pătrați, pe străzile Leova, Buiucani și Meșanskaia, destinat orfelinatului din Chișinău. Primul dintre edificii a fost construit blocul central. Construit într-un parter, a fost ridicat între anii 1854–1857 și inaugurat în 1856. În grădina orfelinatului a fost amenajată prima grădină botanică din oraș. În 1883, toate clădirile care aparțineau Orfelinatului au fost transmise Zemstvei guberniale, organul administrativ al Imperiului Rus. Într-o descriere scurtă a acestora din 1915, ele reprezentau „case din piatră, într-un parter, acoperit cu olane, tavanul și pereții tencuiți, podele din lemn, sobe de tip olandez, din cahle, în ea se află Secția de asigurare, în care sunt șapte odăi cu 11 ferestre”. Planul cartierului alcătuit în 1889 de către inginerul Paraschivoglu s-a păstrat până în ziua de azi. Pe atunci, clădirile muzeului găzduiau expozițiile actualului Muzeul de Etnografie și Istorie Naturală. Începând cu 1889, muzeul găzduia expoziții de agricultură și industrie. Unele exponate ale acestor expoziții au fost donate muzeului și au rămas acolo în expunere permanentă.
În 1875, au fost construite două corpuri de casă într-un parter, amplasate la colțurile cartierului, una la colțul mărginit de strada Buiucani (Maria Cibotari) și alta – de strada Meșceanskaia (Sfatul Țării), cu arhitectura identică și simetrică față de blocul central. În 1915 în una din ele, alcătuită din patru încăperi, se afla arhiva și depozitul Zemstvei. Arhitectura fațadelor repetă motivul grupului din trei ferestre, conturate de o arhivoltă comună. Clădirea de la colțul cu strada Sfatul Țării servește azi ca sediu al Agenției de Inspectare și Restaurare a Monumentelor.
Cantina a fost construită la un interval de blocul central, perpendicular străzii M. Cibotari. Ulterior a fost retrasă într-o proprietate separată, la str. Maria Cibotari 7.
În anul 1918, când Basarabia a intrat în componența României Mari, zemstva și-a încetat activitatea, clădirea devenind spațiu exclusiv muzeal până în 1932. Din 1932 până în 1938, complexul de clădiri a fost preluat de facultatea de agronomie a Universității din Iași.
Ultima clădire a fost construită în perioada interbelică, amplasată perpendicular străzii Sfatul Țării, cu arhitectura în spirit neoromânesc. Este o clădire ridicată într-un parter, cu fațada laterală, are o compoziție simetrică, alcătuită din trei grupe de ferestre îngemănate. Sunt în arc în plin cintru, conturate de arhivolte, cu impostul sub forma unei coloane robuste, sub streașină o friză dintr-o bordură în zigzag.

## Descriere

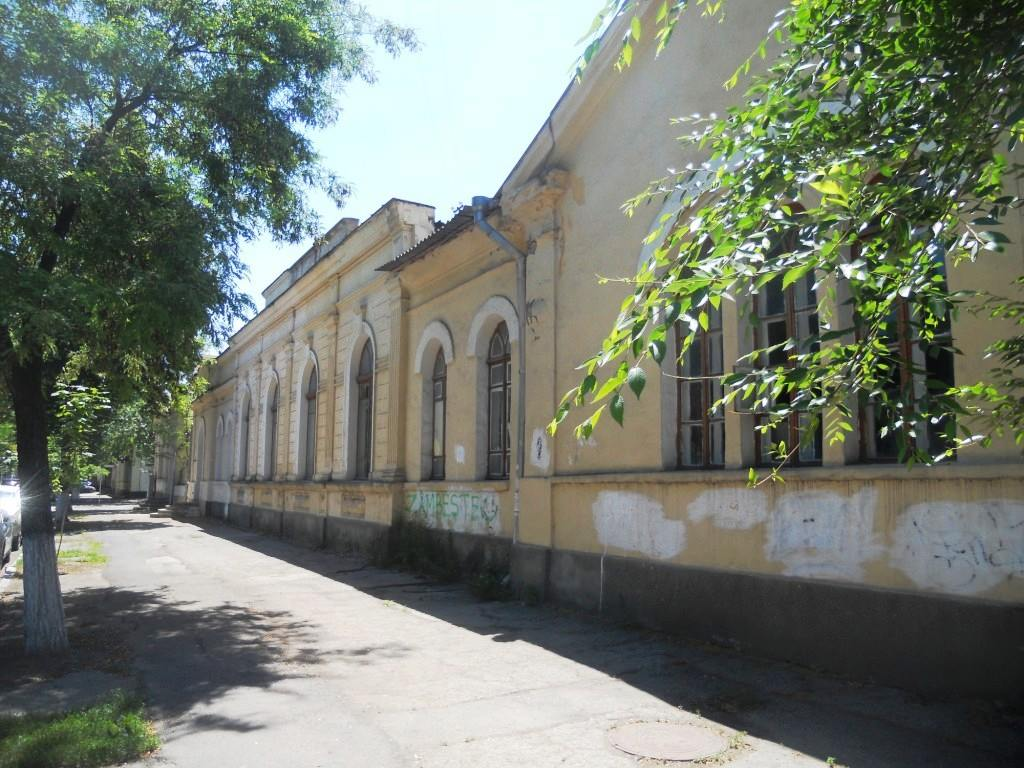
Peretele de pe strada Șciusev

Complexul de clădiri, format începând cu mijlocul secolului al XIX-lea și terminând cu perioada interbelică, ocupa o jumătate din cartier, 60x30 stânjeni, mărginit din patru părți de străzile M. Cibotari, A. Șciusev, M. Kogălniceanu și Sfatul Țării. Blocul central este alcătuit din două aripi laterale și un corp central, construit de-a lungul liniei roșii a străzii Șciusev, cu o mică retragere pentru crearea unui cour-d’honeur în fața intrării în clădire. Ansamblul prezintă un complex din patru clădiri, construite de-a lungul străzii Șciusev, partea de sus a cartierului fiind ocupată de o fâșie de grădină. În axa de simetrie a cartierului a fost amplasată clădirea principală. Legătura dintre încăperi era soluționată printr-un culoar care străbătea toată clădirea, cu o simetrie axială, dictată de amplasarea a două dormitoare pentru 15 băieți și 15 fete, cu ferestrele orientate spre curtea interioară. Clădirea orfelinatului conținea clase pentru lecții și ateliere pentru instruirea prin muncă. Interioarele au păstrat carurile din ceramo-plastică, cu care sunt pavate culoarele. Una dintre săli, și anume cea în care s-a aflat inițial Muzeul de meșteșuguri, a păstrat decorația plastică din stucaturi.
Fațada principală este realizată în stil eclectic în baza arhitecturii clasiciste. Intrarea, realizată cu o retragere de la linia roșie, este flancată de rezalite ample, cu un grup din trei ferestre în arc în plin cintru unite printr-o arhivoltă comună, acoperite în două pante, cu formarea unui fronton triunghiular. Corpurile alungite ale claselor, încununate cu atice rectangulare, au ferestrele singulare, în arc în plin cintru, conturate cu arhivolte. În plinurile dintre ferestre, cu imitația bosajelor orizontale, sunt plasați pilaștri, cu fusul conturat cu caneluri.
Cartierul în care este amplasat muzeul este unicul din cele 187 din centrul istoric care s-a păstrat integral.

## Activitatea muzeului

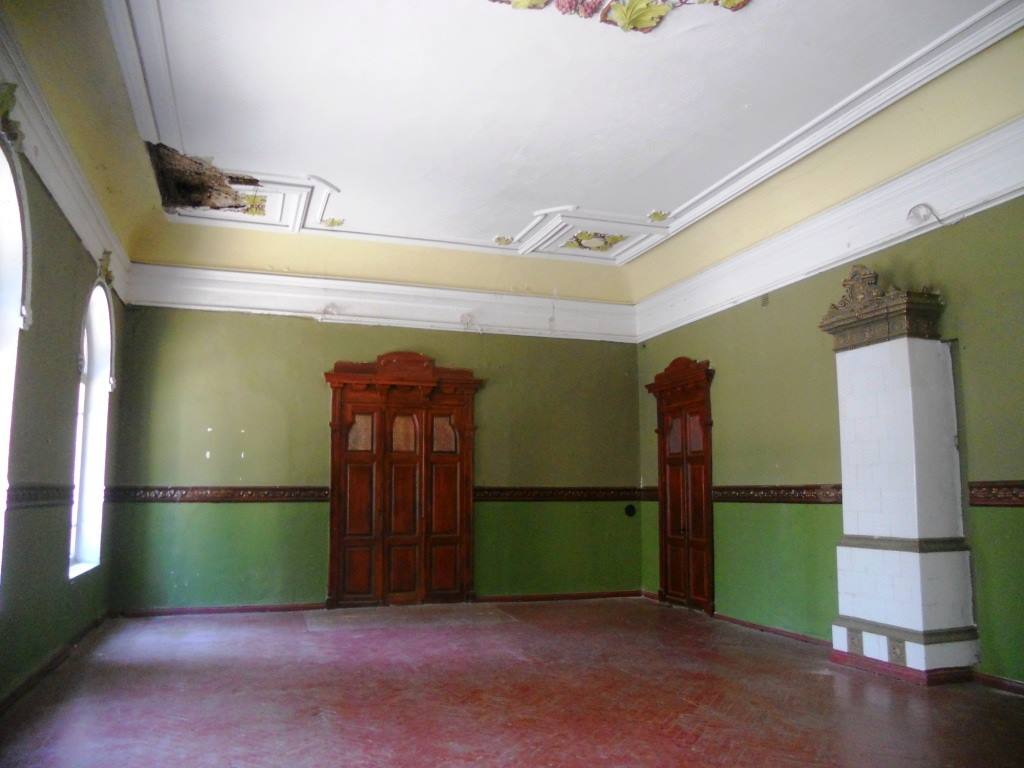
Una din sălile de expoziție

După cel de-al doilea război mondial, au existat planuri de a reamenaja un muzeu în complexul de clădiri, dar așa și nu au mai fost realizate. Acest lucru s-a întâmplat abia în 2010, când clădirea a trecut sub administrarea Muzeului de Etnografie, iar la intrare a fost instalată inscripția „Muzeul Zemstvei”. Prima expoziție în noul format a avut loc în martie 2011.
În prezent, muzeul zemstvei reprezintă un loc în care se desfășoară diverse evenimente culturale, cum ar fi expoziții, ateliere de cultură, concerte, scene de teatru, lecții de artă etc. Clădirea este utilizată de inițiative culturale independente și a fost redenumită în „Casa Zemstvei” cu inițiativa de a crea un centru cultural în acest spațiu. Activitățile culturale desfășurate în acest spațiu sunt organizate de câteva inițiative și organizații culturale. Asociația Tinerilor Artiști „Oberliht” a creat în incinta muzeului o platformă de producție și dezvoltare a practicilor de artă și formelor de cultură contemporană „Zpațiu” - spațiu de cercetare și teoretizare și abordare critică a acestor practici și forme, dedicat dezvoltării și relevanței lor sociale, Muzeul este și sediul asociației de creație Art-Labyrinth, care organizează evenimente hippie în Chișinău, cât și al altor mișcări alternative culturale și organizații neguvernamentale. Asociația Obștească „Moldox”, din 2021 cu proiectul Queer Cafe și din 2018 cu proiectul de Festival de Film Interanațional Queer Voices, de asemenea este și sediul Coaliției Sectorului Cultural Independent care lucrează la acesul spațiilor publice pentru artiștii și inițiativele culturale independente.
În grădina din spatele muzeului se organizează evenimente la aer liber, ca proiecții de filme și concerte. Zemstvei a fost și sediul asociației de creație Art-Labyrinth, până în anul 2020 care organiza evenimente hippie în Chișinău.

## Restaurare
În luna februarie 2012, cabinetul de miniștri al Republicii Moldova a propus predarea muzeului către Institutul Cultural Român (ICR); decizia a fost adoptată de Parlament o lună mai târziu. Clădirea urma să fie restaurată, o parte din încăperi să rămână în administrarea Muzeului de Etnografie, iar alta să treacă în administrarea ICR. Institutul și-a luat angajamentul să organizeze în Moldova o școală de formare a specialiștilor în restaurarea monumentelor istorice. De asemenea, conform contractului de concesiune, va fi organizat Institutul de Studii Avansate „Alexandru Sturza”, care va contribui la formarea elitelor în domeniul științelor umane, artelor și arhitecturii. Pe lângă institut va fi deschisă o bibliotecă publică. Termenul lucrărilor de restaurare a fost estimat la 4 ani, iar costurile la 3 milioane de euro. Muzeul Zemstvei a fost transmis Institutului Cultural Român pe un termen de 25 de ani.
În ianuarie 2020, ministrul culturii Corneliu Popovici a declarat că va întreprinde o expertiză tehnică a clădirii. În același timp, ministerul pe care îl conduce a decis să evacueze toate organizațiile și inițiativele culturale care închiriază spații în acest edificiu, inclusiv Art-Labyrinth.